# 12-Stunden-Rennen von Sebring 2000

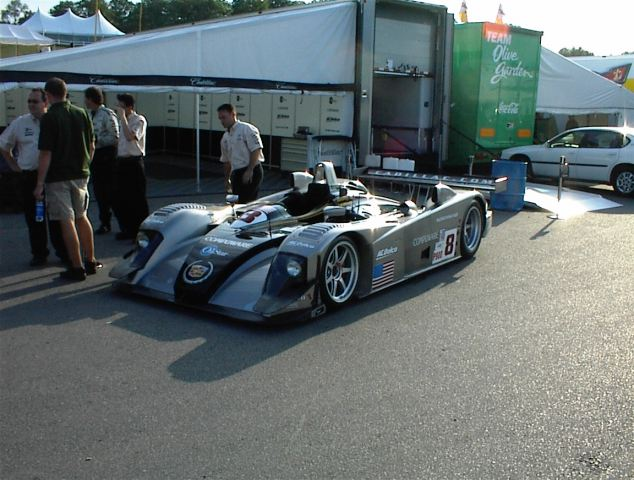
Gab in Sebring 2000 sein Renndebüt, der Cadillac Northstar LMP

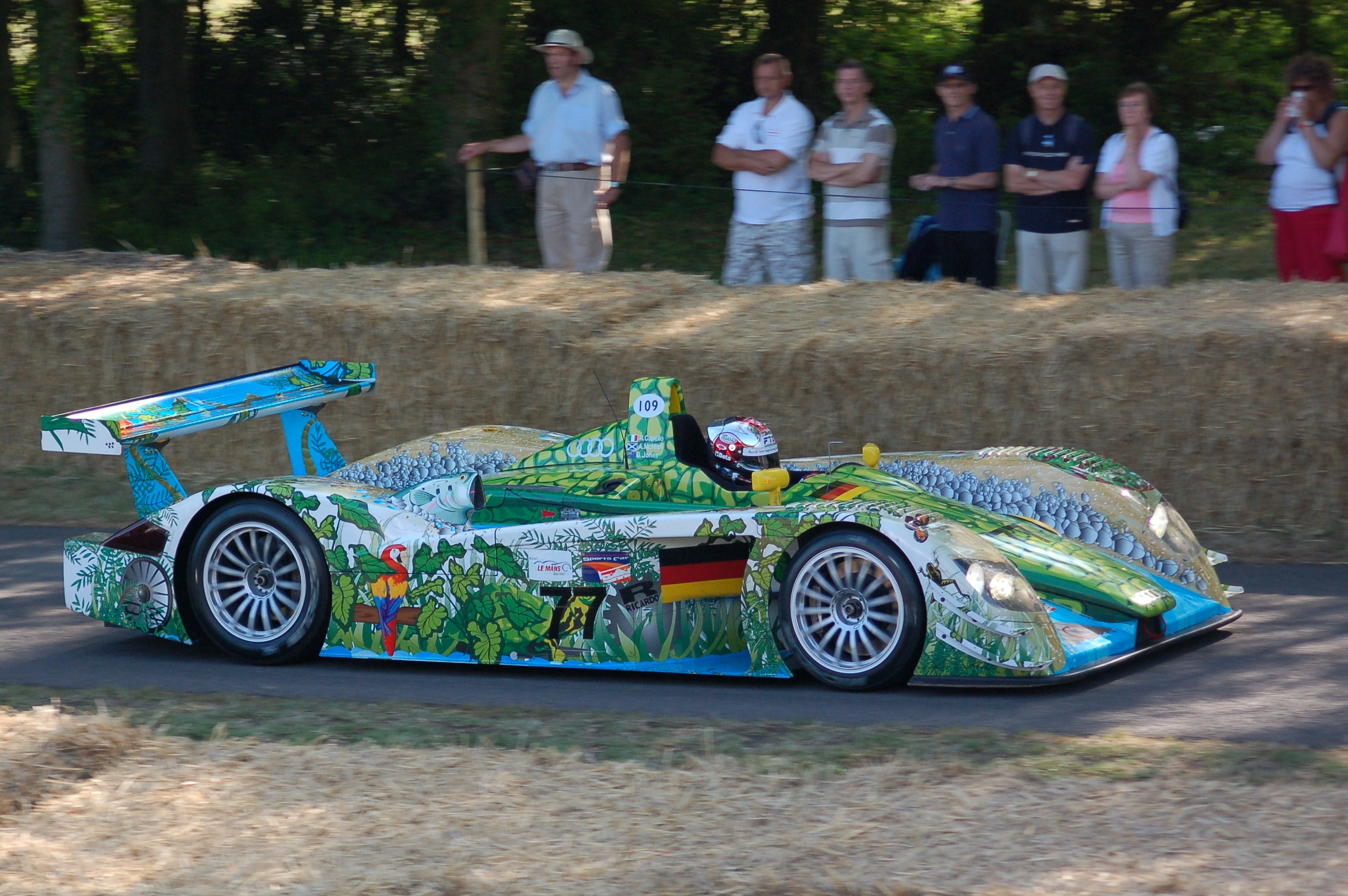
Erster Sieg für Audi in Sebring. Der zweitplatzierte R8 mit der Startnummer 77; hier beim Goodwood Festival of Speed 2009

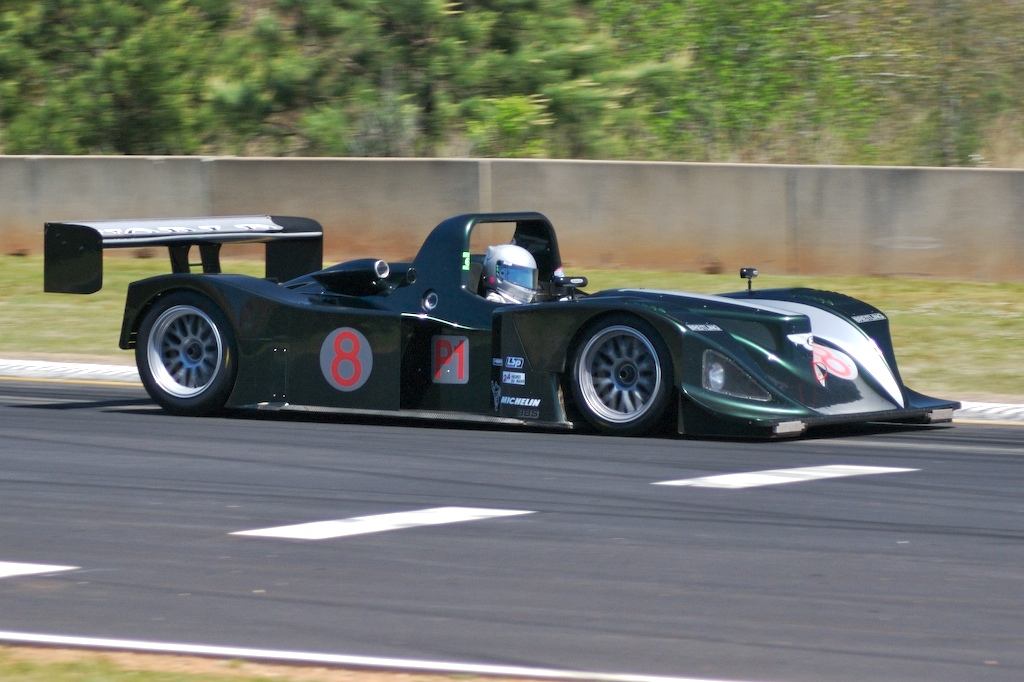
War gegen die Hersteller-LMP-Rennwagen chancenlos; der Lola B2K/10

Das 48. 12-Stunden-Rennen von Sebring, auch The 48th Annual Superflo 12 Hours of Sebring presented by Dodge, Sebring International Raceway, fand am 18. März 2000 auf dem Sebring International Raceway statt und war der erste Wertungslauf der ALMS-Saison 2000.

## Vor dem Rennen
Mit der Saison des Jahres 2000 ging die American Le Mans Series in ihr zweites Jahr. Die ALMS-Saison 1999 hatte bei den Fahrern mit dem Gesamtsieg von Elliott Forbes-Robinson (LMP und Gesamt), Olivier Beretta (GTS) und Cort Wagner (GT) geendet. Die Gesamtwertung der Hersteller sicherte sich Panoz. Wie im Vorjahr war das Rennen in Sebring der erste Wertungslauf der Saison.

## Das Rennen
Großes Interesse bei den US-amerikanischen Medien erzeugte der Eintritt von Cadillac in den internationalen Motorsport. Der Cadillac Northstar LMP gab in Sebring sein Renndebüt. Bei General Motors entschieden die Verantwortlichen, dass anders als beim Corvette-Programm in den ersten Jahren des Wettbewerbseinsatzes keine komplett neuen Fahrzeuge gebaut werden sollten. Stattdessen ging man von einem bereits etablierten Fahrgestell aus und setzte einen eigenen Motor ein. Man wandte sich zu diesem Zweck an Riley & Scott und die Konstrukteure des erfolgreichen Riley & Scott Mk III-Fahrgestells. GM nutzte das Basischassis des MK III, entwickelte aber eine eigenständige Karosserie.
Eine stark weiterentwickelte 650 bhp-(478 kW)-Version des Northstar-Motors wurde von der GM-Rennabteilung anfangs für die Indy Racing League ab 1995 verwendet; ab 2000 wurde er im Northstar-LMP-Programm eingesetzt. Die beiden Motoren besaßen 4,0 l Hubraum, aber die Version für Northstar LMP hatte zwei Turbolader. Der Motor für die Northstar LMP basierte auf einer kleineren 4,0 l-Variante des Northstar, der in Cadillac-Serienfahrzeugen eingesetzt war, die Codenummer L47 hatte und im Oldsmobile Aurora eingebaut war. Er wurde bereits 1995 auf die Erfordernisse des Rennsports in der Indy Racing League angepasst, nun aber sorgfältig überarbeitet, sodass nicht nur die Höchstleistung zunahm, sondern auch auf Standfestigkeit geachtet wurde. McLaren unterstützte GM in der Entwicklung der neuen Rennmaschine, und IHI lieferte die beiden Turbolader, die die Leistungsausbeute verbessern sollten.
Im Rennen waren die eingesetzten Cadillac gegen die LMP-Fahrzeuge von Audi und BMW chancenlos. Einzig der Panoz LMP-1 Roadster S, der von David Brabham, Pierre-Henri Raphanel und Jan Magnussen gefahren wurde und in der Anfangsphase sogar zweimal in Führung lag, konnte bis zu technischen Problemen mithalten. Zwei Audi R8 und zwei BMW V12 LMR lieferten sich ein rennenlanges Duell um den Gesamtsieg, das durch perfekte Boxenstopps mit einem Audi-Doppelsieg endete.

## Ergebnisse

### Schlussklassement
| 1               | LMP | 78 | Audi Sport North America       | Frank Biela Tom Kristensen Emanuele Pirro                   | Audi R8                 | 360 |
| 2               | LMP | 77 | Audi Sport North America       | Rinaldo Capello Allan McNish Michele Alboreto               | Audi R8                 | 360 |
| 3               | LMP | 42 | BMW Motorsport                 | JJ Lehto Jörg Müller                                        | BMW V12 LMR             | 359 |
| 4               | LMP | 43 | BMW Motorsport                 | Bill Auberlen Jean-Marc Gounon Steve Soper                  | BMW V12 LMR             | 358 |
| 5               | LMP | 27 | Doran Lista Racing             | Didier Theys Mauro Baldi Fredy Lienhard                     | Doran Special           | 337 |
| 6               | LMP | 19 | Team Cadillac                  | Eric van de Poele Wayne Taylor Max Angelelli                | Cadillac Northstar LMP  | 331 |
| 7               | GTS | 91 | Viper Team Oreca               | Olivier Beretta Karl Wendlinger Dominique Dupuy             | Dodge Viper GTS-R       | 327 |
| 8               | GTS | 92 | Viper Team Oreca               | David Donohue Tommy Archer Marc Duez                        | Dodge Viper GTS-R       | 326 |
| 9               | GTS | 93 | Viper Team Oreca               | Jean-Philippe Belloc Ni Amorim Anthony Beltoise             | Dodge Viper GTS-R       | 321 |
| 10              | GT  | 5  | Dick Barbour Racing            | Dirk Müller Lucas Luhr                                      | Porsche 911 GT3-R       | 313 |
| 11              | GT  | 70 | Skea Racing International      | Johnny Mowlem David Murry                                   | Porsche 911 GT3-R       | 308 |
| 12              | GTS | 33 | Konrad Motorsport              | Franz Konrad Charles Slater John Paul junior                | Porsche 911 GT2         | 307 |
| 13              | GT  | 03 | Reiser Callas Rennsport        | Craig Stanton Hurley Haywood Joel Reiser                    | Porsche 911 GT3-R       | 306 |
| 14              | GT  | 07 | RWS Motorsport                 | Luca Riccitelli Philipp Peter Dieter Quester                | Porsche 911 GT3-R       | 302 |
| 15              | GT  | 41 | Team LR Organisation           | Christophe Bouchut Angelo Zadra                             | Porsche 911 GT3-R       | 302 |
| 16              | GTS | 4  | Corvette Racing                | Andy Pilgrim Kelly Collins Franck Fréon                     | Chevrolet Corvette C5-R | 300 |
| 17              | GT  | 71 | Skea Racing International      | Grady Willingham Lloyd Hawkins Rohan Skea                   | Porsche 911 GT3-R       | 284 |
| 18              | GT  | 87 | MCR Nygmatech                  | Ian James Tim Robertson João Barbosa                        | Porsche 911 Carrera RSR | 276 |
| 19              | GT  | 66 | The Racers Group               | Kevin Buckler Robert Nagel Mike Fitzgerald                  | Porsche 911 GT3-R       | 266 |
| 20              | GT  | 89 | MCR Nygmatech                  | Dave Dullum James McCormick Kurt Baumann                    | Porsche 911 GT3-R       | 258 |
| 21              | LMP | 37 | Intersport Racing              | Jon Field Dale Whittington Don Whittington                  | Lola B98/10             | 181 |
| 22              | GT  | 88 | MCR Nygmatech                  | Peter Baron Tony Kester Leo Hindery                         | Porsche 911 GT3-R       | 147 |
| Ausgefallen     |     |    |                                |                                                             |                         |     |
| 23              | GT  | 51 | Dick Barbour Racing            | Sascha Maassen Bob Wollek                                   | Porsche 911 GT3-R       | 251 |
| 24              | LMP | 1  | Panoz Motor Sports             | David Brabham Pierre-Henri Raphanel Jan Magnussen           | Panoz LMP-1 Roadster S  | 249 |
| 25              | GT  | 23 | MCR Aspen Knolls               | Shane Lewis Cort Wagner Bob Mazzuoccola                     | Porsche 911 GT3-R       | 229 |
| 26              | GTS | 3  | Corvette Racing                | Ron Fellows Chris Kneifel Justin Bell                       | Chevrolet Corvette C5-R | 201 |
| 27              | LMP | 38 | Champion Racing                | James Waever Dorsey Schroeder Ralf Kelleners                | Lola B2K/10             | 165 |
| 28              | LMP | 31 | Motorola-DAMS                  | Emmanuel Collard Éric Bernard                               | Cadillac Northstar LMP  | 163 |
| 29              | GT  | 30 | White Lightning Racing         | Rod McLeod Gunnar Jeannette Michael Lauer                   | Porsche 911 GT3-R       | 143 |
| 30              | GT  | 6  | Prototype Technology Group     | Boris Said III Johannes van Overbeek Hans-Joachim Stuck     | BMW M3 E46              | 141 |
| 31              | GTS | 08 | Roock Motorsport North America | Vic Rice Claudia Hürtgen Hubert Haupt                       | Porsche 911 GT2         | 125 |
| 32              | LMP | 06 | Multimatic Motorsport          | Scott Maxwell David Empringham John Graham                  | Lola B98/10             | 124 |
| 33              | GT  | 10 | Prototype Technology Group     | Peter Cunningham Brian Cunningham Darren Law                | BMW M3 E36              | 106 |
| 34              | GT  | 52 | Seikel Motorsport              | Philip Collin Kurt Mathewson Tony Burgess                   | Porsche 911 GT3-R       | 105 |
| 35              | LMP | 9  | Team Cadillac                  | Franck Lagorce Andy Wallace                                 | Cadillac Northstar LMP  | 87  |
| 36              | LMP | 2  | Panoz Motor Sports             | Johnny O’Connell Hiroki Katō                                | Panoz LMP-1 Roadster S  | 79  |
| 37              | GTS | 09 | Roock Motorsport North America | Zak Brown Manfred Jurasz Stephen Earle                      | Porsche 911 GT2         | 76  |
| 38              | LMP | 36 | Johansson Matthews Racing      | Stefan Johansson Guy Smith Jim Matthews                     | Reynard 2KQ             | 65  |
| 39              | GT  | 23 | Alex Job Racing                | Randy Pobst Bruno Lambert Mike Conte                        | Porsche 996 GT3-R       | 59  |
| 40              | LMP | 0  | Team Rafanelli SRL             | Pierluigi Martini Domenico Schiattarella Didier de Radiguès | Lola B2K/10             | 52  |
| 41              | LMP | 74 | Robinson Racing                | Jack Baldwin George Robinson Irv Hoerr                      | Reynard 2KQ             | 38  |
| 42              | LMP | 02 | Pole Team                      | Norman Simon Günther Blieninger Mark Simo                   | Riley & Scott Mk III    | 38  |
| Nicht gestartet |     |    |                                |                                                             |                         |     |
| 43              | GT  | 6T | Prototype Technology Group     | Mark Simo Boris Said III Bill Auberlen                      | BMW M3 E36              | 1   |

1 nicht trainiert

### Nur in der Meldeliste
Hier finden sich Teams, Fahrer und Fahrzeuge, die ursprünglich für das Rennen gemeldet waren, aber aus den unterschiedlichsten Gründen daran nicht teilnahmen.
| Pos. | Klasse | Nr. | Team                             | Fahrer                                       | Chassis                |
| ---- | ------ | --- | -------------------------------- | -------------------------------------------- | ---------------------- |
| 44   | LMP    | 8   | Philip Creighton Motorsport Ltd. | Scott Schubot Henry Camferdam                | Lola B2K/10            |
| 45   | LMP    | 29  | Intersport Racing                |                                              | Riley & Scott Mk III   |
| 46   | LMP    | 32  | Motorola-DAMS                    | Christophe Tinseau Marc Goossens             | Cadillac Northstar LMP |
| 47   | LMP    | 39  | Johansson Matthews Racing        | Jim Matthews                                 | Reynard 2KQ            |
| 48   | GT     | 69  | Kyser Racing                     | Kye Wankum Greg Doff Rudy Bartling           | Porsche 911 GT3-R      |
| 49   | GT     | 75  | Gunnar Porsche Racing            | Michael Lauer Mike Brockman Gunnar Jeannette | Porsche 911 GT3-R      |
| 50   | LMP    | 79  | Sezio Florida Racing Team        | Patrice Roussel John Macaluso                | Norma M-2000-01        |
| 51   | GT     | 94  | Trinkler Motorsports             | Owen Trinkler                                | Chevrolet Corvette C5  |

### Klassensieger
| Klasse | Fahrer          | Fahrer          | Fahrer          | Fahrzeug          | Platzierung im Gesamtklassement |
| ------ | --------------- | --------------- | --------------- | ----------------- | ------------------------------- |
| LMP    | Frank Biela     | Tom Kristensen  | Emanuele Pirro  | Audi R8           | Gesamtsieg                      |
| GTS    | Olivier Beretta | Karl Wendlinger | Dominique Dupuy | Dodge Viper GTS-R | Rang 7                          |
| GT     | Dirk Müller     | Lucas Luhr      |                 | Porsche 911 GT3-R | Rang 10                         |

### Renndaten
- Gemeldet: 51
- Gestartet: 42
- Gewertet: 22
- Rennklassen: 3
- Zuschauer: unbekannt
- Wetter am Renntag: warm und windig
- Streckenlänge: 5,955 km
- Fahrzeit des Siegerteams: 12:02:00,160 Stunden
- Gesamtrunden des Siegerteams: 360
- Gesamtdistanz des Siegerteams: 2143,646 km
- Siegerschnitt: 178,141 km/h
- Pole Position: Frank Biela – Audi R8 (#78) – 1:48,825 = 196,980 km/h
- Schnellste Rennrunde: Frank Biela – Audi R8 (#78) – 1:50,286 = 194,370 km/h
- Rennserie: 1. Lauf zur ALMS-Saison 2000